# الصادق ويو
الصادق محمد عبد الله المعروف بـ الصادق ويو لاعب كرة قدم سوداني سابق. لعب سابقاً كمدافع لنادي الموردة ومنتخب السودان لكرة القدم

## الإنجازات

### الموردة
- كأس السودان (2): 1995، 1997.

## وصلات خارجية
- الصادق ويو على موقع National Football Teams